# Hadena fuligata
Hadena fuligata är en fjärilsart som beskrevs av W. Warren 1909. Hadena fuligata ingår i släktet Hadena och familjen nattflyn. Inga underarter finns listade i Catalogue of Life.